# Танкова дивизия Курмарк
Танкова дивизия Курмарк e бронирана формация на Вермахта. Създадена през 1945 г. тя трябва да спре съветската офанзива срещу немската столица Берлин. Армията е кръстена на региона Курмарк, Бранденбург.

## История

### Най-съществената част от битките и
- 1945 г. отбраната на река Одер, Битка за Берлин

### Формация
Дивизията е сформирана от останките на бойна група Лангкайт на 22 януари 1945 г. край Котбус, южно от Берлин. В състава и са включени части на танково-гренадирска дивизия Гросдойчланд.
На 4 февруари дивизията е изпратена на Одерския фронт, където е включена в състава на 11-и СС танков корпус, 9-а армия, група армии Вистула. Към 17 март съставът на дивизията наброява 2375 души и 14 танка.
През април дивизията е изпратена в резерв за няколко седмици преди да бъде върната отново на бойната линия. Не успява да устои на съветското настъпление, отстъпва и заема позиция югозападно от Мюнхеберг. Остава в този сектор до края на месеца, когато успява да разкъса съветския кордон край Халбе.
Остатъците на дивизията прекосяват Елба и се предават на американските войски на 5 май 1945 г.